# جي إل إس إل

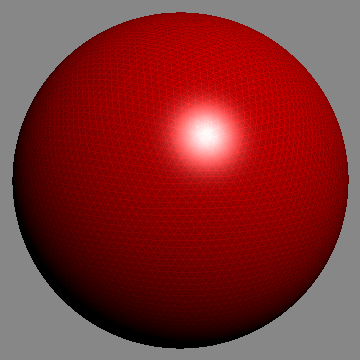

لغة التظليل عالية المستوي لمكتبة الرسوميات اوبن جي ال المفتوحة هي لغة عالية المستوي مبنية علي لغة سي. وصممت بواسطة مجلس مراجعه معمارية الاوبن جي ال لإعطاء المطورين تحكم مباشر أكثر في ماسورة الرسوميات من دون الحاجة لاستخدام لغة الاسمبلي أو أي لغه من لغات العتاد. النسخة الحالية من GLSL هي النسخة 1.50.